# 楠竹山镇 (重庆市)
铁村乡，是中华人民共和国重庆市南川区下辖的一个乡镇级行政单位。

## 行政区划
铁村乡下辖以下地区：
农家村、显龙村、隆兴村、水鸭村、杨柳村、谢坝村和锅厂村。